# Port Royal (Carolina del Sur)
Port Royal es una localidad situada en el condado de Beaufort, Carolina del Sur, Estados Unidos. Tiene una población estimada, a mediados de 2022, de 15 632 habitantes.

## Geografía
Está ubicada en las coordenadas 32°21′19″N 80°42′1″O / 32.35528, -80.70028 (32.355371, -80.700252). Según la Oficina del Censo, tiene una superficie total de 50.64 km², de la cual 43.94 km² corresponden a tierra firme y 6.70 km² están cubiertos de agua.

### Localidades adyacentes
El siguiente diagrama muestra a las localidades situadas en un radio de 12 km de Port Royal.

## Demografía

### Censo de 2020
Según el censo de 2020, en ese momento la localidad tenía una población de 14 220 habitantes.
| Raza                   | Núm.   | Porc. |
| ---------------------- | ------ | ----- |
| Blancos                | 8875   | 62.4% |
| Afroamericanos         | 2873   | 20.2% |
| Amerindios             | 65     | 0.5%  |
| Asiáticos              | 340    | 2.4%  |
| Isleños del Pacífico   | 17     | 0.1%  |
| De otras razas         | 424    | 3.0%  |
| De una mezcla de razas | 1626   | 11.4% |
| Total                  | 14 220 | 100%  |

Del total de la población, el 14.72% eran hispanos o latinos de cualquier raza.

### Censo de 2000
En el 2000, los ingresos promedio de los hogares eran de $36,599 y los ingresos promedio de las familias eran de $40.867. Los ingresos per cápita para la localidad eran de $18,163. Los hombres tenían ingresos per cápita por $26,942 frente a los $23,671 que percibían las mujeres. Alrededor del 10,1% de la población estaba bajo el umbral de pobreza nacional.